# Accordi di Bretton Woods
Gli accordi di Bretton Woods (in inglese Bretton Woods Agreement) sono un insieme di regole economiche internazionali stipulate nel 1944 tra i principali Paesi industrializzati del mondo occidentale.
Essi furono il risultato di trattative tenutesi dal 1º al 22 luglio 1944, a guerra ancora in corso, presso un albergo di Bretton Woods, località statunitense nello stato del New Hampshire, e furono sostanzialmente operativi per circa un trentennio, quando nel 1971 furono superati dallo Smithsonian Agreement siglato dal G10.
Il sistema giuridico che scaturì da tali accordi, una serie di regole e procedure per controllare la politica monetaria internazionale, fu il primo esempio nella storia umana di ordine monetario interamente negoziato come mezzo di governo dei rapporti tra Stati indipendenti.

## Storia

### La Grande depressione
Un elevato livello di intesa tra le potenze sugli obiettivi e sugli strumenti di amministrazione economica internazionale facilitò le decisioni raggiunte dal congresso di Bretton Woods: il fondamento di quell'accordo era la fiducia comune in un sistema basato sul capitalismo. Questo sebbene alcuni paesi sviluppati abbiano preferito basarsi su principi differenti nell'economia nazionale (in Francia, per esempio, si preferisce una pianificazione centralizzata ed interventi statali, mentre gli Stati Uniti d'America preferiscono un intervento statale limitato); ma tutti si sono basati sugli stessi principi per quanto riguarda le politiche che regolano i meccanismi del mercato e la tutela della proprietà privata dei mezzi di produzione.
Tuttavia la comunione di intenti superava di gran lunga le differenze politiche. Infatti tutti i governi che siglarono gli accordi di Bretton Woods concordarono sul fatto che la dura lezione del caos monetario del periodo tra le due guerre mondiali fosse sufficiente per placare gli animi e superare le divergenze reciproche.
Nella mente degli economisti era bene impressa la recente esperienza della Grande depressione, durante la quale i controlli sul tasso di cambio e le barriere commerciali avevano portato al disastro economico. Gli accordi di Bretton Woods diedero la speranza di superare la sconfitta completa degli anni '30, periodo in cui il controllo del mercato dei cambi aveva minato il sistema di pagamenti internazionali su cui era basato il commercio mondiale. In quel periodo, infatti, i governi avevano usato politiche di svalutazione per far crescere le esportazioni giocando sulla competitività del cambio, con lo scopo di ridurre il deficit della bilancia dei pagamenti, causando, però, come effetti collaterali la caduta a picco del prodotto interno lordo, la riduzione della domanda, un enorme aumento della disoccupazione ed un declino complessivo del commercio mondiale.
Gli scambi si ridussero a ristretti blocchi di monete (di gruppi di nazioni che usano la stessa valuta, come ad esempio il blocco della sterlina inglese nell'Impero britannico). Questi blocchi ritardarono la circolazione di capitali e le opportunità di investimenti stranieri. Tuttavia, questa strategia, tesa ad aumentare i redditi dei singoli paesi nel breve periodo, provocò disastri nel medio e lungo periodo.

### I due progetti
Le basi politiche degli accordi di Bretton Woods vanno cercate nella forte presenza dello Stato nell'economia (banche e industria, sia in USA e Unione Sovietica che in tutto il mondo industrializzato) e nella confluenza di circostanze chiave: le comuni esperienze negative degli Stati nella Grande depressione, la concentrazione di potere in un determinato numero di stati, la presenza di un potere dominante disposto ad assumere un ruolo di direzione/coordinamento ed in grado di svolgere tale ruolo.
Mentre ancora non si era spento il secondo conflitto mondiale, si preparò la ricostruzione del sistema monetario e finanziario, riunendo 730 delegati di 44 nazioni alleate per la conferenza monetaria e finanziaria delle Nazioni Unite (United Nations Monetary and Financial Conference) al Mount Washington Hotel, nella città di Bretton Woods (New Hampshire). Dopo un acceso dibattito, durato tre settimane, i delegati firmarono gli accordi di Bretton Woods.
I progetti presentati furono quelli di Harry Dexter White, delegato degli Stati Uniti d'America e quello di John Maynard Keynes, delegato del Regno Unito. Il progetto di Keynes prevedeva la costituzione di una stanza di compensazione all'interno della quale i Paesi membri avrebbero partecipato con quote rapportate al volume del loro commercio internazionale, in base alla media dell'ultimo triennio. La compensazione tra debiti e crediti avveniva tramite una moneta denominata Bancor. Il piano White prevedeva un ente sovranazionale, nel quale i Paesi avevano un peso rapportato alla quota del capitale sottoscritto; essi avrebbero potuto accedere ai prestiti in proporzione a tale quota, in un sistema dollaro-centrico.
Gli accordi di Bretton Woods sono un compromesso tra i due piani, in cui ha avuto più peso il piano White. Tali accordi prevedevano:
- la creazione del Fondo Monetario Internazionale (FMI), a cui fu affiancata la creazione della Banca internazionale per la ricostruzione e lo sviluppo. Il FMI aveva il compito di vigilare sulla stabilità monetaria con l'obiettivo di ricostituire un commercio internazionale aperto e multilaterale. Al suo interno ogni stato aveva un peso proporzionale alla quota del capitale del fondo sottoscritta.
- i diritti di prelievo permettevano di accedere a prestiti dal FMI, concessi agli stati in situazioni di disavanzo.
- che tutte le valute dovessero essere convertibili in dollari. Era un sistema dollaro-centrico, per cui i commerci internazionali avvenivano soprattutto in dollari; per esempio, i prezzi delle materie prime, come il petrolio, erano espresse in dollari.
- che le banche centrali dovessero mantenere un cambio stabile con il dollaro; in particolare, se il cambio saliva o scendeva di un punto percentuale rispetto agli accordi, le altre banche (non quella statunitense) dovevano riallinearlo con operazioni di mercato aperto.
- la svalutazione era ammessa solo in caso di approvazione del FMI e sotto la sua vigilanza, ma poteva essere votata solo in caso di problemi strutturali.
- negli accordi era presente la clausola di scarsità: se una valuta era scarsa, gli altri Paesi potevano limitare unilateralmente le importazioni da quel Paese per far ripartire le proprie.

In pratica il sistema progettato a Bretton Woods era un gold exchange standard, basato su rapporti di cambio fissi tra le valute, tutte agganciate al dollaro, il quale a sua volta era agganciato all'oro. Gli accordi di Bretton Woods favorirono un sistema liberista, il quale richiede, innanzitutto, un mercato con il minimo delle barriere. A differenza del sistema che lo precedette (Gold Standard), la mobilità dei capitali fu limitata, poiché si era consci dell'enorme peso che essa ebbe nel determinare la crisi del '29. Quindi, anche se vi furono delle divergenze sulla sua implementazione, fu chiaramente un accordo per un sistema aperto.
Tutti gli accordi derivati direttamente o indirettamente da Bretton Woods non prevedevano un corretto controllo della quantità di dollari emessi, permettendo così agli USA l'emissione incontrollata di moneta, fatto contestato più volte da Francia e Germania Ovest in quanto gli USA esportavano la loro inflazione, impoverendo così il resto del mondo.

### La fine degli accordi
Fino all'inizio degli anni '70, il sistema fu efficace nel controllare i conflitti economici e nel realizzare gli obiettivi comuni degli Stati, sempre con le stesse immutate condizioni che l'avevano generato.
In seguito, la guerra del Vietnam e il programma di welfare chiamato Grande società fecero aumentare di molto la spesa pubblica statunitense e misero in crisi il sistema: di fronte all'emissione di dollari e al crescente indebitamento degli USA, aumentavano le richieste di conversione delle riserve in oro. Ciò spinse il presidente statunitense Richard Nixon, il 15 agosto 1971, ad annunciare, a Camp David, la sospensione della convertibilità del dollaro in oro, cioè la fine della parita' aurea. Le riserve statunitensi si stavano pericolosamente assottigliando: il Tesoro degli USA aveva già erogato oltre 12.000 tonnellate di oro. Nella gestione del Fondo Monetario Internazionale erano già operativi i diritti speciali di prelievo con un valore puramente convenzionale di un diritto speciale di prelievo per un dollaro.
Nel dicembre del 1971, il G10 firmò lo Smithsonian Agreement, che mise fine agli accordi di Bretton Woods, svalutando il dollaro e dando inizio alla fluttuazione dei cambi. Nel febbraio del 1973 ogni legame tra dollaro e monete estere venne definitivamente reciso e lo standard aureo fu quindi sostituito dal sistema di cambi flessibili.
È da notare che le istituzioni create a Bretton Woods, pur rivedendo i propri obiettivi, sopravvissero alla dismissione del sistema a base aurea (sistema aureo): il Fondo Monetario Internazionale e la Banca Mondiale continuano ad esistere tuttora, mentre il GATT fu sostituito nel 1995 dall'OMC (Organizzazione mondiale del commercio).

## Descrizione
Le caratteristiche principali di Bretton Woods erano due: 
- la prima consisteva nell'obbligo, per ogni paese, di adottare una politica monetaria, tesa a stabilizzare il tasso di cambio a un valore fisso rispetto al dollaro, che veniva così eletto a valuta principale, consentendo solo delle lievi oscillazioni delle altre valute;
- la seconda prevedeva il compito di equilibrare gli squilibri causati dai pagamenti internazionali, assegnato al Fondo Monetario Internazionale (o FMI).

Il piano istituì sia il FMI sia la Banca internazionale per la ricostruzione e lo sviluppo (detta anche Banca Mondiale). Queste istituzioni sarebbero diventate operative solo quando un numero sufficiente di Paesi avesse ratificato l'accordo. Ciò si realizzò nel 1946. Nel 1947 fu poi firmato il GATT (General Agreement on Tariffs and Trade - Accordo generale sulle tariffe e il commercio), che si affiancava all'FMI e alla Banca Mondiale con il compito di liberalizzare il commercio internazionale.